# Marpissa dayapurensis
Marpissa dayapurensis là một loài nhện trong họ Salticidae.
Loài này thuộc chi Marpissa. Marpissa dayapurensis được Majumder miêu tả năm 2004.